# Franciszek Kubat
Franciszek Kubat (ur. 17 kwietnia 1898 w Dalekich, zm. 22 lipca 1941 w Mauthausen-Gusen) – starszy sierżant Wojska Polskiego. Kawaler Orderu Virtuti Militari.

## Życiorys
Urodził się 17 kwietnia 1898 w rodzinie Piotra i Katarzyny z d. Świerczewska. Absolwent szkoły miejskiej w Ostrowi Mazowieckiej. Od listopada 1918 w szeregach odrodzonego Wojska Polskiego wraz z 41 pułkiem piechoty brał udział w walkach na frontach wojny polsko-bolszewickiej.
„Stawiany był za wzór trudny do doścignięcia dla pozostałych żołnierzy kompanii. W czasie walk odwrotowych nad Narwią 29 VII 1920, plut. K. ogniem km powstrzymał atakujące oddziały bolszewickie, które po stracie kilkudziesięciu zabitych i rannych, odrzucone zostały przez polską piechotę i zepchnięte do rzeki. Zniszczono b. piech. bolszewickiej i odzyskano utracone wcześniej dwie baterie dział”. Za tę postawę odznaczony Orderem Virtuti Militari i awansowany do stopnia starszego sierżanta.
Zwolniony z wojska w 1921. Pracował w Suwałkach. W latach 1923–1930 ponownie służył w 41 pułku piechoty jako żołnierz zawodowy. Został przeniesiony w stan spoczynku w 1930. Pracował następnie w Lipsku jako p.o. sekretarza gminy.
Podczas okupacji niemieckiej więzień obozu Mauthausen-Gusen, zamordowany tam 22 lipca 1941.

## Życie prywatne
Żonaty. Dwoje dzieci.

## Ordery i odznaczenia
- Krzyż Srebrny Orderu Virtuti Militari nr 623[1][2].